# Graus nigra
Graus nigra är en fiskart som beskrevs av Philippi, 1887. Graus nigra ingår som enda art i släktet Graus och familjen Kyphosidae. Inga underarter finns listade i Catalogue of Life.